# RMS Queen Elizabeth
RMS Queen Elizabeth je bila oceanska linijska ladja, v lasti družbe Cunard Line. S svojo sestrsko ladjo RMS Queen Mary je opravljala luksuzno potovanje čez Atlantik od Southamptona do New Yorka.
Medtem, ko jo je leta 1936 začela graditi ladjedelnica John Brown and Company na Škotskem, se je ladja imenovala Hull 552. Ko je bila splovljena 27. septembra 1938 je bila poimenovana v čast kraljici Elizabeti, nato kraljici Consort kralju George VI, ki je leta 1952 postala kraljica mati. Queen Elizabeth je bila nekoliko večja ladja, največji potniški prekooceanski parnik, ki je bil kdajkoli zgrajen v tem času po 56 letih. Prvič je zaplula marca 1940, kot vojaška ladja v drugi svetovni vojni in šele oktobra 1946 je služila za potniško ladjo in prevažala potnike.
Leta 1967 sta bili obe sestrski ladji upokojeni. Queen Mary se je 9. decembra 1967 upokojila in bila prodana v Long Beach v Kaliforniji. Queen Elizabeth je bila prodana več kupcom, večina katerih je imela neuspešne načrte zanjo. Končno je bila Queen Elizabeth prodana hongkonškemu poslovnežu Thung Chao Yungu, ki jo je nameraval spremeniti v plavajočo univerzitetno križarko z imenom Seawise University. 9. januarja 1972, medtem, ko so jo prenavljali v hongonškem pristanišču, je na krovu izbruhnil velik požar, v ladjo pa je začela vdirati voda, kar je povzročilo, da se je ladja prevrnila na desni bok in se na pol potopila pred pristaniščem. Naslednje leto je razbitina ovirala ladijski promet v pristanišču, zato so jo v letih 1974 in 1975 razrezali in razstavili tam, kjer je bila privezana.
Leta 1969 je ladjo nadomestila nova večja in luksuznejša ladja: RMS Queen Elizabeth 2.

## Gradnja ladje in tehnični podatki
Na dan, ko je RMS Queen Mary odplula na svojo krstno plovbo, je predsednik družbe Cunard White Star Line, Percy Bates, svoje konstruktorje, ki jih je vodil George Paterson, obvestil, da je čas, da začnejo načrtovati še eno ladjo. Uradna pogodba med družbo in vladnimi finančniki je bila podpisana 6. oktobra 1936.
Nova ladja se je v primerjavi s Queen Mary izboljšala z več spremembami. Ena od sprememb je bila ta, da se je število kotlov zmanjšalo na 12, v primerjavi s kotli na Queen Mary, ki jih je bilo 24. Zaradi tega so na Queen Elizabeth zgradili samo dva dimnika in s tem povečali prostore za potnike in preostali tovor. S tem je Queen Elizabeth izpodrinila 83, 673 ton in bila je skoraj pet metrov daljša od njene starejše sestrske ladje Queen Mary.
Queen Elizabeth je bila zgrajena v ladjedelnici John Brown & Company na Škotskem. Med gradnjo se je ladja imenovala Hull 552. Notranjost je načrtovala skupina umetnikov, ki jo je vodil arhitekt George Gray Wornum. Družba Cunard White Star Line je ladjo nameravala sploviti septembra 1938 in njeno opremljanje dokončati do spomladi 1940, ko naj bi začela s čezatlantsko službo. Ladjo so kmalu poimenovali Queen Elizabeth. Queen Elizabeth je bila splovljena 27. septembra 1938. Po splovitvi se je na ladji začelo opremljanje. Sporočilo je bilo, da bosta kralj in kraljica Elizabeta obiskala ladjo in si ogledala njeno strojnico, 24. maja 1940 pa naj bi bila predvidena njena krstna plovba. Zaradi začetka druge svetovne vojne so bili tej dogodki prestavljeni in načrti družbe Cunard White Star Line so bili prekinjeni.
Opremljanje na Queen Elizabeth je potekalo do 2. novembra 1939, ko je ladjarsko ministrstvo dalo posebna navodila za njeno plovbo. 29. decembra je ladja opravila vsa testiranja na morju. Dva meseca pozneje je družba dobila pismo Winstona Churchilla, takrat vodje britanske Admiralitete, ki je v pismu zapisal, da naj ladja čim prej zapusti Cydeside in pluje čim bolj stran od britanskih otokov dokler velja ukaz.
RMS Queen Elizabeth je bila dolga 314 metrov in široka 36 metrov. Poimenovana je po Kraljici Elizabeti, ki jo je ob splovitvi tudi krstila.

## Druga svetovna vojna
Na začetku druge svetovne vojne je bilo odločeno, da je Queen Elizabeth tako pomembna za vojna, da ji ne smejo slediti nobeni nemški vohuni, ki so se skrivali na območju Clydebanka. Zapleteni nemški vohuni bi lahko ladjo ugrabili in jo potopili z nemško U-podmornico. Drugi razlog, da je Queen Elizabeth morala zapustiti pristanišče je bil, da so bili privezi v ladjedelnici pomembni za ladjo HMS Duke of York, ki je potrebovala opremljanje. Eden glavnih vzrokov za izplutje pa naj bi bilo plimovanje.
Queen Elizabeth je bila do marca 1940 pripravljena na svojo skrivno plovbo. Ladjo so prebarvali v vojno sivo barvo in 3. marca zgodaj zjutraj je Queen Elizabeth na skrivaj po tiho izplula iz Clyda. Med plovbo je imela ladja prilagoditve kompasa in končni test opreme preden je priplula na svoj skrbni cilj.
Kapitan Townley je ugotovil, da bi lahko ladjo odpeljal v New York in se tako izognil napadom v britanskih vodah. Dan po prihodu v Southampton so mesto bombardirala letala Luftwaffe. Queen Elizabeth je takoj zapustila Southampton in zaplula na čezatlanstko pot proti ZDA, da bi se izognila predvsem napadom U-podmornic. Plula je s hitrostjo 26 vozlov zato je potrebovala šest dni preden je priplula v New York. V New Yorku se je zasidrala skupaj k svoji sestrski ladji Queen Mary in francoski prekooceanski SS Normandie. To je bil edini čas, ko so bile tri največje ladje zasidrane skupaj. Po prihodu v New York je kapitan dobil dve sporočili kraljice Elizabete, v kateri se je kraljica zahvalila, da je ladjo varno pripeljal čez Atlantik in jo tako rešil pred raznimi napadi.
Proti koncu leta 1940 so bile vse tri ladje preurejene v vojaške ladje. Normandie je uničil požar med preurejanjem, Queen Elizabeth in Queen Mary pa sta novembra 1940 odpluli v Singapur. Po dveh postankih je bila Queen Elizabeth opremljena z protiletalskimi puškami.
Queen Elizabeth je kot vojaška ladja 11. februarja zapustila Singapur, 23. februarja 1942 pa je ladja na skrivaj priplula v Esquimalt, Britanska Kolumbija, Kanada. Sredi marca, ko je prevažala 8000 ameriških vojakov je Queen Elizabeth preplula 7.700 milj dolgo plovbo iz San Francisca do Sydneyja v Avstraliji. Sprva je avstralske vojake odpeljala v operativna zatočišča v Aziji in Afriki. Po letu 1942 sta bili Queen Elizabeth in Queen Mary premeščeni v severni Atlantik zaradi prevoza ameriških vojakov v Evropo.
Queen Elizabeth je med vojno služila za veliko vojaško ladjo. Njena velika hitrost ji je preprečila, da se je izognila vsem napadom nemških U-podmornic. Več, kot 750.000 vojakov je med vojno potovalo na ladji.

## Povojna kariera
Po koncu druge svetovne vojne septembra 1945, je bila Queen Elizabeth prenovljena za potniške prevoze čez Atlantik. Queen Mary je še eno leto služila za prevoz vojaških nevest v Kanado. Kmalu je Queen Elizabeth opravila dodatna testiranja na morju. Dosegla je hitrost 32 vozlov, 16. oktobra 1946 pa je odplula na svojo prvo oz. krstno potniško plovbo. Čeprav je bila zelo priljubljena potniška ladja, Queen Elizabeth ni nikoli osvojila modrega traku, ker je predsednik družbe Cunard Line Perfan Batesa prosil, da naj se dve veliki ladji ne borita ena proti drugi.  
14. aprila 1947 se je ladja v Southamptonu pokvarila, a so jo hitro popravili in hitro se je vrnila v čezatlantsko službo. 29. aprila 1959 je v veliki megli v newyorškem pristanišču trčila v ameriško tovorno ladjo American Hunter. Trčenje je povzročilo veliko luknjo na vodni čerti na trupu Queen Elizabeth. Luknjo so hitro popravili. 
Queen Elizabeth je skupaj s Queen Mary in v konkurenci z ameriškimi linijskimi ladjami SS United States in SS America opravljala čezatlantsko službo s potniki, dokler njihova sreča ni začela upadati s pojavom hitrejšega in varčnejšega ladijskega prevoza v poznih petdesetih letih. Ko se je število potnikov zmanjševalo, so linijski prevozniki postajali neekonomični zaradi naraščajočih stroškov goriva in delovne sile. Za kratek čas je Queen Elizabeth - zdaj pod poveljstvom kapitana Geoffreyja Trippletona Marra - poskušala dobiti dvojno vlogo, da bi postala bolj donosna;  ko ne pelje svoje običajne čezatlantske poti, ki jo je zdaj v plutju zamenjala s francosko linijo SS France, ladjo, ki je plula med New Yorkom in Nassauom. Za ta nov namen je bila Queen Elizabeth leta 1965 prenovljena z večjo novo opremo, na njenem prednjem delu je bila dodana nova paluba Lido, izboljšana klimatska naprava in zunanji bazen. S temi izboljšavami je družba Cunard Line nameravala ladjo obdržati vsaj do sredine 70-ih let. Vendar se zaradi velikega ugreza ladje in strategije ni izkazala za uspešno, kar ji je preprečilo vstop v različna otoška pristanišča, njene širine, ki ji je preprepečevala plovbo v Panamski kanali, in tudi visokih stroškov goriva.
Leta 1967 je družba Cunard Line najprej Queen Mary umaknila iz čezatlantske službe, leto pozneje pa še Queen Elizabeth in obe ladji dala na prodaj. Queen Elizabeth je nadomestila Queen Elizabeth 2, Queen Mary pa nekaj let pozneje Queen Mary 2.

## Zadnja leta in brodolom
Leta 1968 je bila Queen Elizabeth prodana skupini ameriških poslovnežev iz podjetja, imenovanega The Queen Corporation. Novo podjetje je nameravalo ladjo upravljati kot hotelsko in turistično atrakcijo v Port Everglades na Floridi, podobno kot načrtovana uporaba Queen Mary v Long Beachu v Kaliforniji. Queen Elizabeth, kot so jo zdaj imenovali, se je turistom dejansko odprla pred Queen Mary (ki se je odprla leta 1971), vendar to ne bi smelo trajati. Podnebje južne Floride je bilo nad Queen Elizabeth veliko slabše, kot podnebje južne Kalifornije na Queen Mary. Pristanišče Lauderdale (Port Everglades) je ostalo odprto, vendar je bila ladja prisiljena izpluti iz pristanišča, potem ko je izgubila denar in je bila razglašena za požarno nevarnost.
Ladja je bila leta 1970 dokončno prodana hongkonškemu poslovnežu Thung Chao Yung. Thung je ladjo nameraval spremeniti v plavajočo univerzitetno križarko z imenom Seawise University.
Queen Elizabeth je bila zdaj v kitajski lasti zato je bilo dogovorjeno, da ladja odpluje na Kitajsko v Hongkong. To se je izkazalo za problematično, saj so bili ladijski kotli in stroji po več letih delovanja v slabem stanju. Sedaj upokojeno spremljevalno ladjo Marra jo je Thung najel za svetovalce za pot v Hongkong. Marr je priporočil, da Queen Elizabeth privlečejo do Hongkonga z vlačilci, toda Thung in njegova posadka so bili prepričani, da lahko ladja do pristanišča pripluje sama. Več tedensko potovanje se je spremenilo v več mesečno, ko se je posadka spopadla s težavami z ladijskimi kotli in požari v kotlovnici. Nenačrtovan dolgotrajni postanek med plovbo je novim lastnikom omogočil, da so na ladjo nadomestili nadomestne dele in izvedli popravila, preden so nadaljevali pot v pristanišče v Hongkongu.

### Požar
Nekaj dni po končanem prenavljanju v višini 5 milijonov funtov, 9. januarja 1972 popoldne, je na ladji Queen Elizabeth, takrat že imenovani  Seawise University, izbruhnil velik požar. Sočasno naj bi na ladji domnevno izbruhnilo pet požarov naenkrat. Požar je gostujoče delavce in več družin, ki so bili takrat na ladji, prisilil, da so takoj evakuirali ladjo, ladijski požarni sistem pa takrat še ni deloval. Gasilci in reševalci so iz gasilskih čolnov 24 ur gasili požar, vendar se je gasilna voda, s katero so gasili požar, v praznih prostorih nabirala, kar je povzročilo, da se je ladja začela nagibati na desno stran. Poleg tega pa je ogenj v podpalubju poškodoval vse pregrade na katerih so nastale razpoke, zaradi česar je v gorečo ladjo začela vdirati še morska voda, kar je tudi prispevalo k nagibu ladje.
Obstaja nekaj sumov, da so bili požari namerno nastavljeni, saj ji je lahko več izbruhnilo v en velik požar, ki je zajel celo ladjo. Dejstvo, da je C.Y.  Thung ladjo pridobil za 3,5 milijona dolarjev in jo zavaroval za 8 milijonov dolarjev, zaradi česar so nekateri špekulirali, da je bil požar del goljufije, s katero je bilo treba izterjati zavarovalni zahtevek. Drugi so ugibali, da so požari posledica spora med Thungom, kitajskim nacionalistom, in sindikati za gradnjo ladij, ki so ji prevladovali komunisti.
Požar je ladjo popolnoma uničil, voda, ki je vdrla v ladjo ter gasilna voda, ki se je nabrala na ladji, pa je povzročila, da je zagorela razbitina na pol potonila v hongkonškem pristanišču Victoria. Več, kot polovica zagorele razbitine je bila potopljena. Del zgornje palube čolnov, ki je bil po požaru zelo oslabljen, se je zaradi velikega nagiba in osabljenosti sesul v morje. Razbitina je bila razglašena za ladijsko nevarnost, saj je ovirala ladijski promet v pristanišču, zato so jo med letom 1974 in 1975 razrezali in razstavili tam, kjer je potonila. Zadnji deli zagorele ladje so bili odstranjeni in razrezani poleti 1975. Deli ladje, ki niso bili rešeni so ostali na dnu pristanišča. Kobilica, kotli, stroji in nekaj ostankov sesutega dela palube čolnov, so ostali na dnu zaliva, območje pa je bilo na lokalnih morskih bojah označeno, kot "Foul", ki opozarja ladje naj ne sidrajo na to območje. Ocenjujejo, da je približno 40–50% razbitine še vedno na morskem dnu. Položaj razbitine: 22°19′43″N 114°06′44″E.

### Dejavnosti po požaru
Po požaru je imel Thung eno od sidrišč za oblogo in kovinski črki "Q" "E" iz imena na premcu, postavljene pred pisarno stavbe v modnem centru Del Amo v Torranceu v Kaliforniji, ki je bila načrtovana kot sedež podjetja, ki je upravljalo ladjo Seawise University; pozneje so sidrišče in kovinski črki dali na ogled s spominskimi ploščami v Wall Street Plaza, 88 Pine Street, New York City. Dve medeninasti plošči ladijskega sistema za opozarjanje na požar so odstranili in sta bila razstavljena na razstavi o ladji v The Aberdeen Boat Club v Hongkongu. Zadnji ladijski ostanki so bili izrezani z jamborja in uokvirjeni leta 1972 ter še vedno krasijo stavbo policistov morske policije v Hongkongu.
Do izgube je bila Queen Elizabeth največja zgrajena čezoceanska potniška ladja, ki je bila aktivna.